# Јован Јефтић
Јован Јефтић, познат и по псеудониму Јоца Змај (Нови Сад, 7. март 1992) је српски музичар.

## Каријера
Каријеру је започео 2005. године у родном граду у групи Highway, која је свирала по дискотекама и клубовима у Новом Саду и по мото скуповима у оближњим местима. Као певач групе, у Црвенки 2007. године на Ц.М.О.К фестивалу Јефтић је добио награду „Најбољи вокал”.
Године 2008. Јефтић напушта групу Highway и креће са соло каријером. Одлази у Зрењанин и тамо у студију Огњена Цвекића снима песме Заувек, Сад добро знам, Последњи и Свеједно. Након тога појављује се на зрењанинском Sunflower фестивалу са песмом Заувек. Средином 2009. године на фестивалу Стари град наступа са песмом Последњи и осваја претпоследње место. На том фестивалу упознао је Ганета Пецикозу и договорио снимање албума, на којем му је менаџер Гане довео Бору Ђорђевића и Видоју Божиновића Џинџера. Албум је објављен 2012. године под окриљем издавачке куће Сити рекордс.
У марту 2013. група Чика Јоца и Змајеви наступали су као предгрупа Рибљој чорби у Београдској арени, а након тога Јефтић је са акустичном гитаром ишао као предгрупа на многим концертима Рибље Чорбе, током времена почео је да пева и пратећи вокал са групом. Дана 29. јуна 2017. Јефтић је на концерту у Зајечару добио статус сталног члана Рибље чорбе.
Септембра 2024. након смрти певача Боре Ђорђевића постаје главни вокал Рибље Чорбе.